# Odezwa do mieszkańców byłego Wielkiego Księstwa Litewskiego

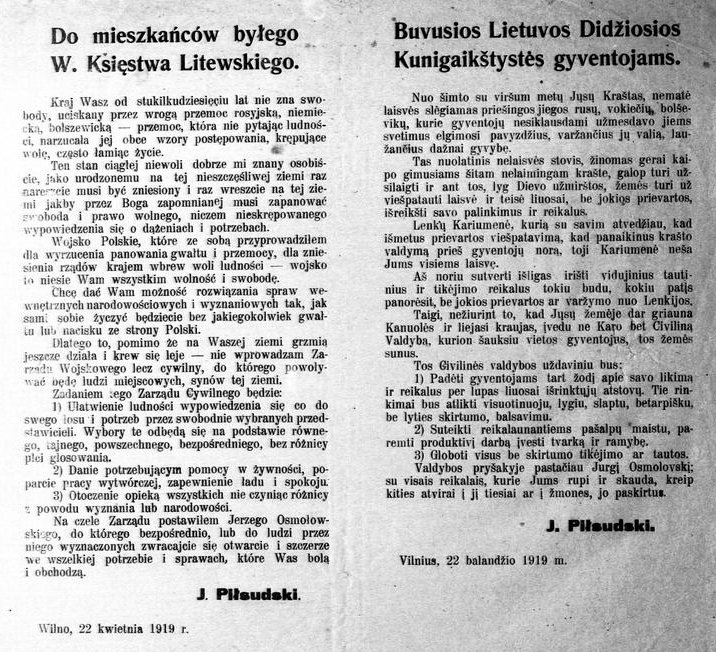
Dwujęzyczna odezwa Piłsudskiego Do mieszkańców byłego Wielkiego Księstwa Litewskiego (22 kwietnia 1919).

Odezwa Naczelnego Wodza Józefa Piłsudskiego do mieszkańców byłego Wielkiego Księstwa Litewskiego – odezwa wydana przez Józefa Piłsudskiego w języku polskim i litewskim, datowana na 22 kwietnia 1919 r., ogłoszona tuż po zajęciu Wilna przez wojsko polskie.

## Treść
Odezwa wydana w Wilnie stanowiła uzasadnienie zajęcia terytoriów historycznej Litwy przez Polaków, których przedstawiała nie jako kolejnych okupantów, lecz wyzwolicieli. Informowała o utworzeniu zarządu cywilnego, w którego skład mieli wchodzić mieszkańców zajętych ziem. Zarząd ten miałby zająć się przygotowaniem demokratycznych wyborów oraz organizacją doraźnej pomocy dla ludności i zapewnieniem bezpieczeństwa. W odezwie wyraźnie zaznaczono, że zarząd ten ma wspomagać wszystkich lokalnych mieszkańców, niezależnie od narodowości, czy wyznania.

## Cel i reakcje
Wydanie odezwy miało być kolejnym krokiem Piłsudskiego na drodze do realizacji jego koncepcji federalistycznej. Aby cel ten stał się realny niezbędne było pobudzenie aktywności politycznej lokalnych przywódców oraz uzyskanie ich przychylności. Odezwa jednak nie spotkała się z powszechnym entuzjazmem. Stanowiła ona nadzieję dla miejscowych, bardzo licznych wówczas Polaków, na ścisły związek z Polską, ale z drugiej strony wzburzyła ówczesny rząd litewski, który sformułował zasadniczy protest i zdecydował się przerwać negocjacje polityczne ze stroną polską. Oznaczało to klęskę pomysłu utworzenia federacji z Litwą.
Podobnym niepowodzeniem zakończyła się Umowa warszawska 1920.